# 塔里木市
塔里木市是2010年5月中国新疆生产建设兵团党委规划建设的师团级县级市。由农二师塔里木垦区新建塔里木市，包括辖区内兵团和塔里木垦区水管处，市政府拟驻现33团团部库尔木依镇。